# Aaron Mauger
Aaron Joseph Douglas Mauger (Christchurch, 29 de noviembre de 1980) es un entrenador y exjugador neozelandés de rugby que se desempeñaba como centro.

## Carrera
Debutó en Canterbury RFU en 1999 y un año después, siguiendo los pasos de su hermano Nathan Mauger, fue contratado por los Crusaders, una de las franquicias neozelandesas del Super Rugby.
En 2007 firmó un contrato de dos años y medio con los Leicester Tigers de Inglaterra. Se retiró con apenas 30 años en 2010, al finalizar su contrato debido a una lesión en la espalda de la que no pudo recuperarse.

### Entrenador
En 2015 aceptó ser el nuevo entrenador de su último club como jugador; Leicester Tigers.

## Selección nacional
Fue convocado a los All Blacks por primera vez en noviembre de 2001 ante el XV del Trébol y jugó regularmente con ellos hasta 2007 cuando perdió la elegibilidad por emigrar al Reino Unido. En total jugó 46 partidos y marcó 20 tries (100 puntos).

### Participaciones en Copas del Mundo
Disputó dos Copas del Mundo; Australia 2003 donde los All Blacks cayeron en semifinales frente a los Wallabies y Francia 2007 que resultó ser el torneo más desastroso para los neozelandeses; fueron derrotados por Les Bleus en cuartos de final.
| Mundial                       | Sede       | Resultado        | PJ | Tries |
| ----------------------------- | ---------- | ---------------- | -- | ----- |
| Copa Mundial de Rugby de 2003 | Inglaterra | Tercer puesto    | 4  | 1     |
| Copa Mundial de Rugby de 2007 | Francia    | Cuartos de final | 3  | 3     |

## Palmarés
- Campeón del Rugby Championship de 2002, 2003, 2005, 2006 y 2007.
- Campeón del Super Rugby de 2000, 2002, 2005 y 2006.
- Campeón de la Aviva Premiership de 2008-09 y 2009-10.
- Campeón de la ITM Cup de 2001 y 2004.